# رقاصه شهر
رقاصه شهر فیلمی به کارگردانی شاپور قریب محصول سال ۱۳۴۹ است. 

## خلاصه داستان
«لوطی» میانسال که بنگاه چوب بری دارد به لحاظ بی‌توجهی‌های همسرش به رقاصه ای متمایل می‌شود. رقاصه نیز عاشق او می‌شود و کارش را کنار می‌گذارد. وقتی همسر مرد از او می‌خواهد که مردش را به او بازگرداند، رقاصه با مرد را می‌گذارد و مجدداًبه کار سابقش بازمی‌گردد. لوطی که از نظر احساسی زخم خورده، رقاصه را به شدت مضروب می‌کند و نزد همسرش بازمی‌گردد. رقاصه با اینکه عشقش را از دست داده مع‌هذا خوشحال است که خوشبختی خانواده ای را شکل داده‌است.

## بازیگران
- فروزان در نقش پری
- ناصر ملک‌مطیعی در نقش غلام
- حسن شاهین
- بهمن مفید
- فرنگیس فروهر در نقش مهین
- رفیع حالتی در نقش پدر غلام
- محمدتقی کهنمویی در نقش تقی
- شهرزاد در نقش شمسی
- حسن رضایی در نقش رجب
- شهروز رامتین در نقش امیر
- سیمین علی‌زاده در نقش اشرف‌سادات
- غلامرضا سرکوب

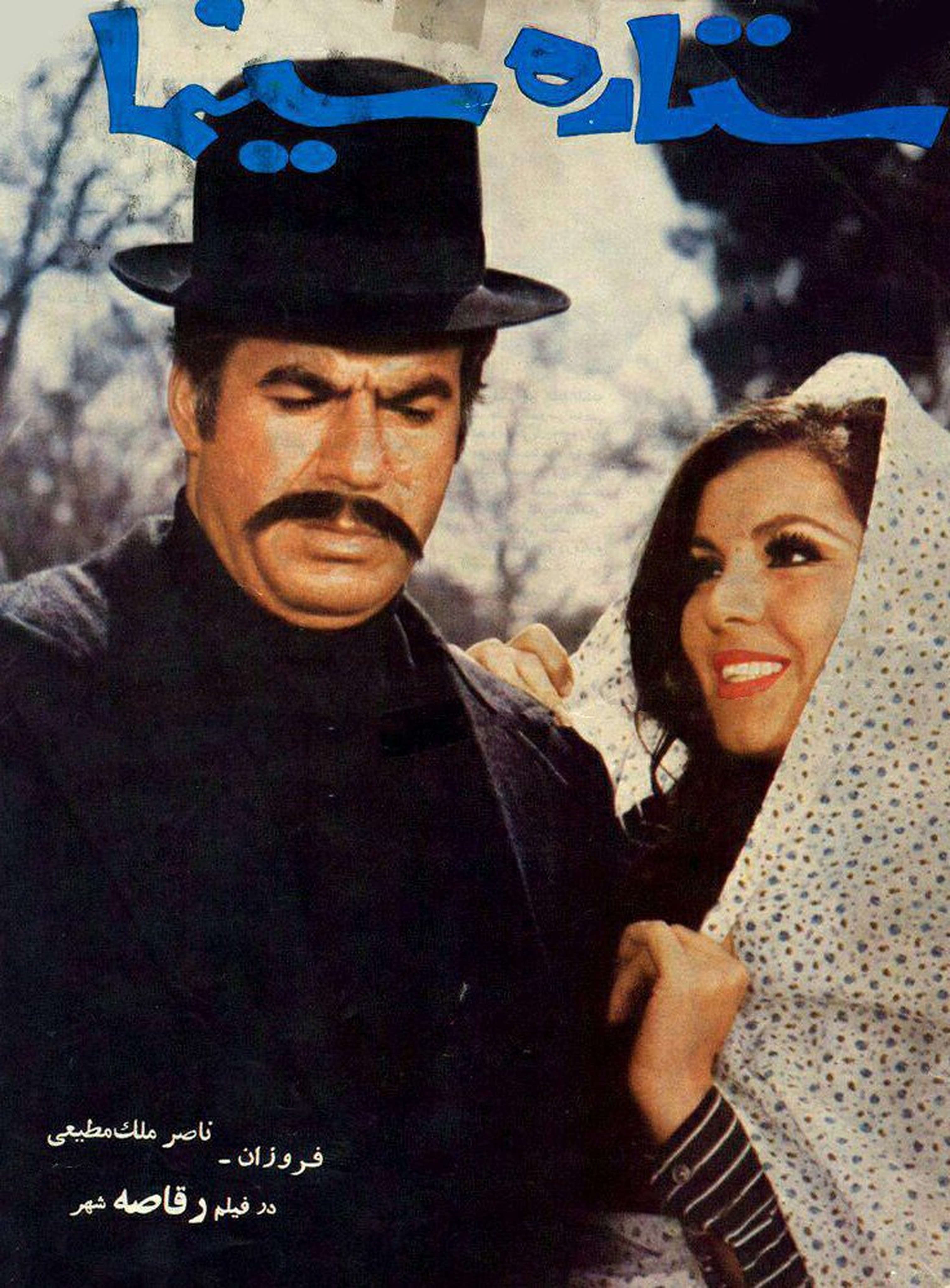
فروزان و ناصر ملک‌مطیعی

- اکبر جنتی شیرازی در نقش صاحب کاباره

- گیتا

## درباره فیلم
می‌توان این دومین ساختهٔ شاپور قریب را فیلمی دانست که به یک نسبت مساوی از مایه‌ها و لحظات ناب سینمایی برخوردار است. در نگاه اول، رقاصه شهر، فیلمی با یک قصهٔ مبتذل و پیش پا افتاده بنظر می‌رسد؛ اما چنین نیست، چرا که تماشاگر با دیدن فیلم، با اثری غیرقابل قیاس با دیگر فیلم‌های فارسی همنام و هم مضمون روبرو می‌شود. این فیلم به راحتی می‌توانست در دست یک کارگردان کم مایه از هم بپاشد. اما شاپور قریب با دید و بینشی ظریف فکر خود را به تصویر درمی‌آورد و بیان تصویری او اینجا و آنجا گیرا و مبتکرانه است (شروع و پایان فیلم). اگر بشود کثرت رقص یکنواخت فروزان را به پای آن گذاشت که او رقاصه است و به ناچار باید مدام برقصد، به کمتر عیب و نقص دیگری می‌توان در فیلم برخورد کرد.
رضا میرلوحی فیلم آقای جاهل را در سال ۱۳۵۲ با مضمون مشابه این اثر ساخته است.